# منورقة لكرة السلة
منورقة لكرة السلة (بالإسبانية: Menorca Bàsquet)‏ هو فريق كرة سلة إسباني سابق تأسس في سنة 1950 يقع في ماون، منورقة. يلعب في الدوري الإسباني لكرة السلة. تم حل الفريق في سنة 2012.

## لاعبون الحاليون أو السابقون
- ألفونس ألزامورا
- كارلوس كازورلا
- ديفيد دوبلاس
- دانيال فارابيلو
- خيسوس فرنانديز هرنانديز
- مارك فرنانديز

## وصلات خارجية
- الموقع الرسمي